# Kurtzenhouse
Kurtzenhouse – miejscowość i gmina we Francji, w regionie Grand Est, w departamencie Dolny Ren.
Według danych na rok 1990 gminę zamieszkiwały 894 osoby, 250 os./km².